# Euchone magna
Euchone magna är en ringmaskart som först beskrevs av Fauchald 1972.  Euchone magna ingår i släktet Euchone och familjen Sabellidae. Inga underarter finns listade i Catalogue of Life.